# Niobe (1913)
Pour les autres navires du même nom, voir SMS Niobe.
 (avril 2023).
Si vous disposez d'ouvrages ou d'articles de référence ou si vous connaissez des sites web de qualité traitant du thème abordé ici, merci de compléter l'article en donnant les références utiles à sa vérifiabilité et en les liant à la section « Notes et références ».
Le Niobe était un trois-mâts barque construit en 1913 sur le chantier danois Frederikshavn's Værft og Flydedok à Frederikshavn. 
Navire-école de la Reichsmarine, il coule en 1932 en mer Baltique au large de l'île Fehmarn.

## Histoire
Il a été lancé comme goélette à quatre-mâts à voiles auriques sous le nom de Morten Jensen pour la compagnie maritime F.L. Knakkegaard de Nykøbing Falster.

En 1916, vendu à la Norvège, il prend le nom de Tyholmen. Durant la Première Guerre mondiale, durant un transport de bois de mine vers le Royaume-Uni, il est intercepté par le sous-marin allemand UB-41 puis confisqué. Il prend alors le nom d’Aldebaran pour être employé comme navire auxiliaire.

En 1921, il est utilisé par la marine de guerre allemande sous le nom de Niobe après avoir été transformé en trois-mâts barque. Il sert alors de voilier-école et il est aussi motorisé. Son premier commandant a été le comte Felix von Luckner (1881 – 1966). 

## Naufrage
Le 26 juillet 1932, le Niobe chavire dans le détroit de Fehmarn Belt, entre le Danemark et l'Allemagne. Il coule en quelques minutes : 69 marins périrent et 40 furent secourus.
Le 21 août 1932, il est renfloué et remorqué jusqu'au port de Kiel pour enquête. Le capitaine-lieutenant Heinrich Ruhfus, rescapé du naufrage, sera jugé pour négligence mais acquitté.
L'épave sera coulée le 18 septembre 1933 par le torpilleur Jaguar sur un banc en mer Baltique.